# Yohio
Kevin Johio Lucas Rehn Eires (sinh ngày 12 tháng 7 năm 1995), được biết đến qua nghệ danh Yohio (cách điệu ghi hoa thành YOHIO), là một ca sĩ và nhạc sĩ Thụy Điển. Anh được biết đến với màn trình diễn của mình với tên gọi Yohio, và thường mặc một chiếc váy lolita và có diện mạo ái nam ái nữ trên sân khấu. Yohio từng là một cựu thành viên của ban nhạc rock Thụy Điển Seremedy bị giải tán vào tháng 4 năm 2013. Yohio đã tham gia biểu diễn Melodifestivalen trong hai năm 2013 và 2014.

## Gia đình và thiếu thời
Yohio được sinh ra và lớn lên ở Sundsvall, Thụy Điển và là con trai của Tommy Rehn của ban nhạc heavy metal Corroded của Thụy Điển, với Johanna Eires. Anh là cháu của Jan-Eric Rehn một tay guitar trong ban nhạc The Panthers những năm 1960 và cháu của Chris Rehn ban nhạc post-grunge/pop rock Takida của Thụy Điển. Chris và Tommy Rehn cũng đều trong ban nhạc Angtoria. Yohio nói được tiếng Nhật, sau khi trở nên hứng thú đến văn hóa Nhật Bản và visual kei lúc còn trẻ, và cũng dành nhiều thời gian tại Nhật Bản vào bảy chuyến lưu diễn của anh ở đất nước này.

## Sự nghiệp ở Thụy Điển
Yohio và ban nhạc Seremedy của anh đạt được một số công nhận ở Thụy Điển bắt đầu từ năm 2011 nhờ vẻ ngoài lấy cảm hứng từ Nhật Bản. Yohio nhận được sự chú ý đặc biệt vì hay mặc một chiếc váy khi biểu diễn. Năm 2012 Yohio phát hành bài hát tiếng Anh đầu tiên của mình như một nghệ sĩ hát đơn là "Our Story". Yohio đã thực hiện bốn MV gồm "Sky Limit", "Our Story", "Heartbreak Hotel" (bài hát dự thi tại Melodifestivalen 2013) và "Revolution".
Năm 2013, có thông báo rằng Yohio đã cho mượn giọng nói của mình cho một ngân hàng bằng giọng nói Vocaloid trong phạm vi PowerFX bao gồm cả giọng hát tiếng Anh và tiếng Nhật.

### Melodifestivalen 2013
Yohio là một trong những thí sinh trong mùa giải 2013 của Melodifestivalen, cuộc bầu chọn quốc gia Thụy Điển cho Eurovision Song Contest 2013 được tổ chức tại Malmö. Bài hát dự thi của Yohio là "Heartbreak Hotel", mà anh đã viết cùng với Johan Fransson, Tobias Lundgren, Tim Larsson và Henrik Göranson. Vào ngày 2 tháng 2, Yohio đủ điều kiện cho trận chung kết cuộc thi mà vào ngày 9 tháng 3 chỉ đứng hạng hai nhưng lại có được đa số phiếu của khán giả Thụy Điển bình chọn. Ngoài ra anh còn là phát ngôn viên của Thụy Điển và người thông báo về kết quả bỏ phiếu tại vòng chung kết Eurovision 2013 ở Malmö.

### Melodifestivalen 2014
Yohio đã tham gia vòng loại đầu tiên của Melodifestivalen 2014 tại Malmo Arena với bài hát "To the End", được biểu diễn đầu tiên. Yohio đã được công bố là có hành động đầu tiên để đi trực tiếp đến vòng chung kết tại Friends Arena vào ngày 8 tháng 3. [18] Trong vòng chung kết, anh đứng ở vị trí thứ sáu.

## Sự nghiệp tại Nhật Bản
Vào năm 2012, Yohio đã phát hành EP đầu tiên của mình mang tựa "Reach The Sky" tại Nhật Bản. Album đầu tiên Break the Border được phát hành vào tháng 6 năm 2013, ba tháng sau khi phát hành Thụy Điển. Nó được đưa vào bảng xếp hạng Oricon một lần ở vị trí 285.
Ngày 10 tháng 9 năm 2013, anh là người góp giọng cho Vocaloid của mình là YOHIOloid cho phần mềm Vocaloid 3 với 2 ngôn ngữ là tiếng Anh và tiếng Nhật. YOHIOloid do PowerFX Systems AB sản xuất.

## Danh sách đĩa nhạc

### Album
| Năm  | Album | Vị trí đỉnh cao | Chứng nhận |
| Năm  | Album | SWE             | Chứng nhận |
| ---- | --- | --------------- | ---------- |
| 2013 | Break the Border - Ngày phát hành: - 27 tháng 3 năm 2013 (Thụy Điển) 24 tháng 4 năm 2013 (Nhật Bản) - Hãng thu âm: Ninetone/Universal | 1               | Vàng       |
| 2013 | Break the Border Platinum Edition - Ngày phát hành: - Tháng 6, 2013 (Thụy Điển) - Hãng thu âm: Ninetone/Universal                     | 8               |            |
| 2014 | Together We Stand Alone - Ngày phát hành: - 19 tháng 3 năm 2014 (Thụy Điển) - Hãng thu âm: Ninetone/Universal                         | 1               |            |

### EP
| Năm  | Album                                                                    | Vị trí đỉnh cao | Chứng nhận |
| Năm  | Album                                                                    | JPN             | Chứng nhận |
| ---- | ------------------------------------------------------------------------ | --------------- | ---------- |
| 2012 | Reach the Sky / リーチ・ザ・スカイ - Ngày phát hành: 25 tháng 4 năm 2012 | 82              |            |

### Đĩa đơn
| Năm  | Đĩa đơn            | Vị trí đỉnh cao | Chứng nhận | Album                   |
| Năm  | Đĩa đơn            | SWE             | Chứng nhận | Album                   |
| ---- | ------------------ | --------------- | ---------- | ----------------------- |
| 2013 | "Heartbreak Hotel" | 8               |            | Break the Border        |
| 2014 | "To the End"       | 38              |            | Together We Stand Alone |